# رجال نجاشی
فهرست اسماء مصنفی الشیعه معروف به رجال نجاشی معروفترین کتاب فهرست و رجالی شیعه است که مؤلف آن احمد بن علی نجاشی، از علمای امامی مذهب قرن چهارم و اوایل قرن پنجم هجری می‌باشد.

## مشخصات
کتاب فهرست نجاشی از یک دیباچه (مقدمه) و دو بخش کلی تشکیل شده‌است. بخش اول که کوتاه‌است طبقه نخست مولفان شیعی و آثار آنان، که شش تن بیشتر نبوده و همگی از اصحاب یا معاصران علی به شمار می‌روند، را در بر می‌گیرد. در بخش دوم مانند رجال طوسی، نام نویسندگان شیعی یا نویسندگانی که در کتب شان روایات امامان شیعه آمده و آثار آنان به ترتیب حروف و ذکر سلسله سند روایت کتاب ذکر شده‌است. البته ترتیب الفبایی در هر باب تنها در حرف اول اعمال شده و برای مابقی حروف کلمات رعایت نشده‌است.

جدای از این تقسیم بندی کلی، این کتاب در نسخه‌های اساس متن چاپی به دو جزء تقسیم شده‌است: جزء نخست با «باب‌الظاء» پایان می‌یابد و جزء دوم با «باب‌العین» آغاز می‌شود. دلیل این تقسیم بندی حروف مشخص نیست چرا که بدون آن در مفاهیم و سیر مطالب کتاب مشکلی ایجاد نمی‌شود. به همین دلیل این احتمال وجود دارد، که این تقسیم بندی اصیل نباشد.

## عنوان کتاب
لازم است ذکر شود که عنوان کتاب جای بحث دارد. خود مؤلف در مقدمه کتاب هیچ اشاره‌ای به نام کتاب ندارد اما در آغاز جزء دوم کتاب یعنی قبل از شروع «باب‌العین» در متن، توسط خود نویسنده عنوان "کتاب فهرست اسماء مصنفی الشیعه و ما ادرکناه من مصنفاتهم و ذکر طرف من کناهم و القابهم و منازلهم و انسابهم و ما قیل فی کل رجل منهم من مدح او ذم" آمده است. نام " فهرست " یکی دو قرن پس از مرگ نجاشی، به نادرست به "رجال" شهرت یافت. به نظر می‌رسد تصریح خود نجاشی در مقدمه و دیباچه به "رجال"، عنوان آغاز جزء دوم و تدوین فهرست به ترتیب الفبایی نام مولفان و مصنفان شیعه به جای ترتیب موضوعی کتب و نیز کاربرد تعابیر رجالی در مدح و ذم راویان، در شهرت این عنوان برای کتاب مؤثر بوده‌است.

## سال نگارش و چاپهای مختلف کتاب
از اشاره نویسنده در مقدمه بدست می‌آید که شروع نگارش کتاب در زمان حیات سید مرتضی بوده و تدوین آن بیست سال طول کشیده است. به عبارتی دیگر قبل از سال ۴۱۹ شروع و تا پس از ۴۳۶هـ. ق ادامه داشته‌است.

فهرست تاکنون چند بار به چاپ رسیده‌است. در متن ویراسته آیت‌الله سید موسی شبیری زنجانی، ایشان ادعا کرده کتاب نجاشی را بر اساس چهارده مخطوط معتبر و قابل اعتماد تصحیح کرده‌ اما این نسخه ها را معرفی نکرده و از قدمت، میزان صحت و اعتبار آنها ننوشته است. وی مطلبی در احوالات نجاشی ندارد. 

## انگیزه تالیف
نجاشی در دیباچه و مقدمه کتابش به انگیزه و هدفش از این تألیف که انگیزه‌ای مذهبی بوده، اشاره کرده‌است. اولین انگیزه و سبب تألیف آن بوده که زمانی که سید شریف (سید مرتضی) به او می‌گوید که مخالفان شیعه به دلیل ناآگاهی شیعه را به دلیل نداشتن پیشینه‌ای از دانشمندان، علما و آثار مکتوب سرزنش می‌کنند، نجاشی برای پاسخ به ادعای مخالفان و آگاهانیدن آنها، دست به جمع‌آوری و تدوین نام علمای شیعه و آثار آن‌ها می‌زند البته او به این مطلب که قبل از وی سابقه فهرست نگاری آثار علمای شیعه وجود داشته اشاره کرده‌است اما آن‌ها را به دلیل در برنداشتن نام همه کتابهای شیعه ناقص و ناکافی دانسته‌است. همین امر انگیزه دیگر وی برای تألیف این کتاب، که نسبت به فهرستهای قبلی جامع تر است، می‌شود البته او خود نیز بابت این که چنانچه نام کتابی را در فهرستش از قلم انداخته باشد، عذر می‌طلبد.

## معرفی متن و محتوا
نویسنده در این فهرست جمعاً ۱۲۶۹ نفر از مصنفان شیعه یا کسانی که برای شیعه کتاب نگاشته‌اند – که در فاصله قرن دوم تا پنجم هجری می‌زیسته‌اند و بسیاری از آنان در طبقه راویان ائمه قرار داشته‌اند، را معرفی کرده‌است. گفته شده نجاشی بالغ بر ۴۰۰۰ کتاب در فهرست معرفی کرده‌است. از آنجا که موضوع فهرست احمد بن علی نجاشی مولفان شیعی است و گرایش عقیدتی مولفان معمولاً در آثار دینی و مذهبی (فقهی، حدیثی و کلامی) آن‌ها نمود می‌یابد، تقریباً کتب نام برده شده در این فهرست نیز همین گونه آثار را شامل می‌شود و چون نحوه تنظیم این فهرست براساس نام مؤلف است و نه موضوعات کتب، بنابراین طبیعی است که در ذیل نام هر مؤلف، به غیر از آثار دینی و مذهبی، دیگر آثار وی نیز ذکر گردد.
به همین دلیل در این میان، آثاری با موضوعات تاریخی دیده می‌شود نظیر تاریخ انبیاء، ایام العرب و انساب، سیره و مغازی، تک نگاری، تاریخ عمومی، حروب، فتن و مقاتل، جغرافیای تاریخی، تاریخ‌نگاری محلی، فتوح و خراج، تاریخ‌نگاری ادبی و فرق و مذاهب.

## شرح بر رجال نجاشی
تهذیب المقال فی تنقیح کتاب الرجال از تألیفات سید محمد علی موحد ابطحی بوده که جلد اول و دوم آن در نجف در سال ۱۳۸۹ قمری به چاپ رسیده‌است). تقدم زمان تألیف و چاپ دو جلد اول بر کتاب معجم رجال الحدیث آیه الله خوئی نکته مهمی دارد. پنج جلد از این مجموعه ده جلدی چاپ و منتشر شده است.
حاشیه هایی بر کتاب رجال نجاشی نگاشته شده اند:حاشیه محمّد بن حسین حارثی عاملی (شیخ بهایی)، حاشیه امیر نجم الدین، حاشیه عنایة اللّه قهپایی، حاشیه احمد بن صالح بحرانی قطیفی، حاشیه ابو الفضل نوری تهرانی کلانتری، حاشیه سید حسین طباطبایی بروجردی. حاشیه محمود دریاب نجفی.

## ارجاعات
1. ↑  احمد بن علی نجاشی، ۱۴۲۴ هـ. ق/۱۳۸۲ش، صص۲۱۳-۲۰۹
2. ↑  سید محمد عمادی حائری، ۳۸۷، ص۱۴۸
3. ↑  احمد بن علی نجاشی، ۱۴۲۴ هـ. ق/۱۳۸۲ش، ص۲۱۱
4. ↑  سید محمد عمادی حائری، ۱۳۸۷، ص۱۴۵
5. ↑  نرگس مجیدی نسب، ۱۳۸۷، ص۱۲۶
6. ↑  عبدالهادی فقهی زاده و مجید بشیری، ۳۸۹، ص۱۴۳
7. ↑  سید محمد عمادی حائری، ۱۳۸۷، ص۱۴۴
8. ↑  محمد جاودان، ۱۳۶۶، ص۱۶
9. ↑  احمد بن علی نجاشی، ۱۴۲۴ هـ. ق/۱۳۸۲ش، ص۳
10. ↑  سید علی میر شریفی، ۱۳۶۶، شماره ۲۵، صص۱۷۵-۱۷۱
11. 1 2  معارف، ص۴۰
12. 1 2  رحیمه شمشیری و مهدی جلالی، پاییز و زمستان ۱۳۸۸، ص۱۰۳
13. ↑  مهدی عمادی حائری، ص۱۴۵
14. ↑  نرگس مجیدی نسب، ص۱۲۴
15. ↑  همان
16. ↑  احمد بن علی نجاشی، ۱۴۲۴ هـ. ق/۱۳۸۲ش، ص۴۶۲
17. ↑  مهدی عمادی حائری، ص ۱۴۸
18. ↑  نرگس مجیدی نسب، صص۱۲۶- ۱۶۷
19. ↑  موحدابطحی محمدعلی. تهذیب المقال فی تنقیح کتاب الرجال. المجلد الأوّل (الطبعة الأولی): قطع وزیری، ۴۳۰ صفحة، الناشر: مطبعة الآداب بالنجف الأشرف، سنة ۱۳۸۹ قمری